# Herman F. Kramer

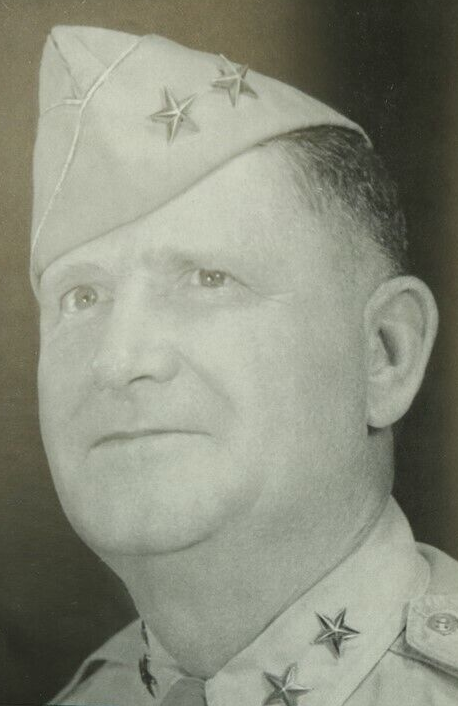
Herman F. Kramer

Herman Frederick Kramer (* 27. November 1892 in Lincoln, Lancaster County, Nebraska; † 20. Oktober 1964 in Fort Sam Houston, San Antonio, Texas) war ein Generalmajor der United States Army. Er war unter anderem Kommandeur mehrerer Infanteriedivisionen.
Herman Kramer war ein Sohn des deutschstämmigen Frank Henry Kramer (1862–1925) und dessen Frau Sophia Rodenspiel (1872–1912). Er besuchte die öffentlichen Schulen seiner Heimat einschließlich der Lincoln High School. Danach begann er ein Studium an der University of Nebraska. Dort erhielt er unter anderem eine militärische Offiziersausbildung in einem Vorläuferprogram des späteren Reserve Officer Training Corps. Im Jahr 1914 beendete er sein Studium und wurde Mitglied der Nationalgarde. Gleichzeitig arbeitete er in der Baufirma seines Vaters.
Im Jahr 1916 nahm er mit der National Garde seines Heimatstaates an der Mexikanischen Expedition teil. Im März 1917 gelangte er als Leutnant der Infanterie in das Offizierskorps des US-Heeres. In der Armee durchlief er anschließend alle Offiziersränge vom Leutnant bis zum Zwei-Sterne-General. Während des Ersten Weltkriegs war er nicht im Kriegseinsatz. Stattdessen war er für Stabs- und Ausbildungsaufgaben in den Vereinigten Staaten eingesetzt.
Im Lauf seiner militärischen Karriere absolvierte Kramer verschiedene Kurse und Schulungen. Dazu gehörten unter anderem der Infantry Officer Advanced Course und das Command and General Staff College, dessen Fakultät er in den Jahren 1933–1937 angehörte. In seinen jüngeren Jahren absolvierte er den für Offiziere in den niederen Rangstufen üblichen Dienst in verschiedenen Einheiten und Standorten. Dazu gehörten auch Aufgaben als Stabsoffizier in mehreren Hauptquartieren. Außerdem war er Dozent an verschiedenen Militärschulen und an der University of Illinois.
Aufgrund seiner guten Deutschkenntnisse wurde Kramer im Jahr 1937 auf eine deutsche Militärschule in Berlin geschickt. Anschließend war als Austauschoffizier bei einer deutschen Einheit. In den ersten Jahren des Zweiten Weltkriegs war er 1939 und 1940 vor dem amerikanischen Kriegseintritt Militärbeobachter in Deutschland und Polen.
Nach zwischenzeitlich anderen Verwendungen wurde Kramer nach dem amerikanischen Eintritt in den Zweiten Weltkrieg zum Stab der 104. Infanteriedivision versetzt, dem er von 1942 bis Anfang 1943 angehörte. Diese Division befand sich damals noch in einer Ausbildungsphase und war nicht im Kriegseinsatz. Im April 1943 übernahm er das Kommando über die 66. Infanteriedivision, das er bis zum August 1945 behielt. Auch diese Division war zunächst noch in den Vereinigten Staaten stationiert und wurde auf einen Kampfeinsatz vorbereitet. Erst im November und Dezember 1944 wurde sie nach England verlegt. Ende Dezember 1944 wurde die Division auf den Kriegsschauplatz in Frankreich verbracht, wobei eines der Transportschiffe von einem deutschen U-Boot versenkt wurde. Dabei starben 760 Soldaten, darunter 14 Offiziere. Die Division war dann in Frankreich an mehreren Gefechten mit eingeschlossenen deutschen Verbänden beteiligt. Ihre Hauptaufgabe war die Aufrechterhaltung der Kontrolle über bereits eroberte Gebiete. Im Mai 1945 wurde die Division in den Großraum um Koblenz verlegt, wo sie unter anderem deutsche Kriegsgefangene bewachte. Ihr Kommandeur Herman Kramer wurde Militärgouverneur der Region.
Nach dem Ende seines Kommandos über die 66. Infanteriedivision wurde Herman Kramer mit dem Oberbefehl über die 97. Infanteriedivision betraut. Dieses Kommando hatte er zwischen dem 24. September 1945 und dem 31. März 1946 inne. Diese Division, die zuvor auf dem europäischen Kriegsschauplatz eingesetzt war, war inzwischen in Japan stationiert, wo sie zu den amerikanischen Besatzungstruppen gehörte. Im März 1946 wurde sie aufgelöst. Damit war Kramer ihr letzter Kommandeur. Danach kommandierte er für wenige Wochen bis zum Juli 1946 die 86. Infanteriedivision auf den Philippinen. Im Dezember 1946 ging er in den Ruhestand.
Frank Kramer verbrachte seinen Lebensabend in San Antonio in Texas, wo er 10 Jahre lang für die Lebensversicherung Government Personnel Mutual Life Insurance Company tätig war. Der seit 1917 mit Frances Isabel Pratt (1890–1976) verheiratete Offizier starb am 20. Oktober 1964 in einem Krankenhaus des Militärstützpunkts Fort Sam Houston in San Antonio und wurde auf dem amerikanischen Nationalfriedhof Arlington beigesetzt.

## Orden und Auszeichnungen
Herman Kramer erhielt im Lauf seiner militärischen Laufbahn unter anderem folgende Auszeichnungen:
- Army Distinguished Service Medal
- Legion of Merit
- Bronze Star Medal
- Orden der Ehrenlegion (Frankreich)
- Kriegskreuz (Frankreich)